# Venerdì 13 (film 1980)
Venerdì 13 (Friday the 13th) è un film del 1980 diretto da Sean S. Cunningham.
Si tratta del primo film della saga slasher di Venerdì 13. La trama si basa solo su fatti verosimili, mentre i successivi capitoli conterranno tutti elementi fantastici, a discapito del realismo della vicenda.
Il film lanciò una giovane Adrienne King, protagonista insieme a Betsy Palmer.

## Trama
1958. Barry e Claudette, due animatori del campeggio del New Jersey, Camp Crystal Lake, vengono uccisi a sangue freddo da un misterioso assassino. Il campeggio viene chiuso e, negli anni a seguire, quando viene riaperto, avvengono altri incidenti (tra cui incendi dolosi e avvelenamento delle acque) che costringono la sua chiusura un'altra volta.
Il venerdì 13 giugno del 1979 un gruppo di studenti universitari formato da Alice, Bill, Brenda, Ned, Annie e i due fidanzati Jack e Marcie, sono assunti dal proprietario del campeggio, Steve Christy, per poterlo rimettere a nuovo e riaprirlo. Al loro arrivo, i ragazzi sono freddamente accolti dagli abitanti, tra cui un vecchio soprannominato Ralph il pazzo, che li mette in guardia dicendo che il campeggio, da loro chiamato "Mattatoio (Camp Blood in originale)", è maledetto e porta sventura, fin da quando, 23 anni prima, un ragazzino morì affogato.
L'orrore inizia prima dell'arrivo al campo quando Annie, venendo da sola, accetta un passaggio dal misterioso assassino e viene sgozzata, dopo un breve inseguimento in mezzo al bosco. Nel frattempo al campo scende la sera e mentre Steve si dirige in paese per fare provviste, Bill, Alice e Brenda si divertono giocando a Monopoly, mentre Marcie, Jack e Ned vanno a fare una passeggiata. Ned però intravede qualcuno entrare in un capanno e lo segue, senza avvertire gli amici che, al sopraggiungere di un temporale, si dirigono nello stesso capanno per fare l'amore, ignari che sopra il loro letto ci sia il corpo dell'amico, rimasto sgozzato dall'assassino. Dopo aver fatto l'amore, Marcie si allontana dal capanno per recarsi al bagno mentre fuori infuria il temporale. L'assassino ne approfitta per uccidere prima Jack, trafiggendogli la gola da sotto il letto con una freccia, e poi la stessa Marcie, colpendola con un'ascia in testa.
Nel frattempo Alice, Bill e Brenda si separano quando quest’ultima ricorda di aver lasciato aperta la finestra del suo capanno. L'assassino, che la spia proprio dalla finestra, riesce ad attirarla all'esterno nella sezione dei tiri con l'arco. Alice, rimasta sola nel suo capanno, vede le luci dell'area del tiro con l'arco accendersi, per poi sentire Brenda urlare. Rientrato anche Bill, la ragazza lo convince ad andare a verificare cosa sia successo, ma i due possono solo constatare la misteriosa sparizione degli altri quattro amici. Al momento di rientrare al campeggio, anche Steve viene ucciso, ma, prima di morire, sembra riconoscere il serial killer. Alice e Bill sono ormai rimasti soli, finché tutta la luce nel campo viene tagliata e Bill esce nuovamente per capire cosa sia successo mentre Alice tenta invano di dormire.
Dopo essersi svegliata, la ragazza nota che Bill non è ancora rientrato e si dirige nella cabina elettrica. Tuttavia, sembra non esserci nessuno, ma, quando la ragazza chiude la porta, rinviene il cadavere di Bill, rimasto appeso alla porta da un paio di frecce e con la gola sgozzata. Alice, terrorizzata, ritorna al proprio capanno e si chiude dentro, ma l'assassino le lancia dalla finestra il cadavere di Brenda. Alice, rimasta ormai sola, incontra casualmente una vecchia amica di Steve, Pamela Voorhees, l'ex cuoca del campeggio, la quale tenta di aiutarla, per poi rivelarsi la vera responsabile degli omicidi. Ella infatti è la madre del bambino annegato 23 anni prima, chiamato Jason: a causa del suo deforme aspetto, Jason veniva preso in giro dagli altri bambini, che lo spinsero nel lago, apparentemente causando la sua morte, poiché il ragazzo non sapeva nuotare. Pamela fu accecata dalla rabbia, specie quando scoprì che gli animatori, Barry e Claudette, erano troppo impegnati ad amoreggiare per poter salvare Jason e così, l'anno seguente, li uccise e si ripromise di impedire che il campo riaprisse, anche a costo di versare altro sangue. Dopo una lunga lotta, dopo un insegnamento, Alice riesce ad afferrare il machete che Pamela aveva con sé e la decapita. Quindi, preoccupata che un altro assassino possa spuntare dal nulla, prende una canoa e si rifugia al centro del lago. La mattina seguente la polizia arriva sul posto e chiama Alice da terra, ma un cadaverico deforme, Jason, emerge dall'acqua e la trascina con lui negli abissi del lago.
Subito dopo, Alice si risveglia in ospedale: a quanto pare, Alice, all'arrivo della polizia, era caduta in acqua e sono riusciti a tirarla fuori in tempo e a salvarla. Quando lei chiede a un agente presente in ospedale che fine abbia fatto Jason, l'agente afferma che non è stato trovato nessuno, al di fuori di lei. La ragazza capisce quindi che Jason si trova ancora al Camp Crystal Lake, e infatti le ultime riprese sono indirizzate al lago, dal quale emergono delle bolle in superficie, riferimento al fatto che Jason potrebbe non essere morto come tutti credevano.

## Produzione

### Sviluppo
La saga di Venerdì 13 fu inizialmente pensata come una serie di film horror-giallo, con film l'uno indipendenti dall'altro, mantenendo in comune la data che fa da titolo. Il successo del film (che doveva essere sottotitolato "A Long Night at Camp Blood") e il ben riuscito finale fece sì che i fan chiedessero un seguito alla serie omicida dei Voorhees. Il progetto originale venne quindi scartato a favore delle uccisioni di Jason, ma fu comunque riciclato per la serie TV.
Venerdì 13 fu prodotto e diretto da Sean S. Cunningham, che aveva già lavorato con Wes Craven sul set del suo primo horror, L'ultima casa a sinistra. Cunningham sfruttò principalmente il successo che i film slasher, trainati da autori come lo stesso Craven e John Carpenter, riscuotevano in quel periodo. Questo primo capitolo della saga rimarrà l'unico diretto da Sean S. Cunnigham e scritto da Victor Miller.
Il produttore esecutivo del film, Steve Miner, diresse i due capitoli seguenti: Venerdì 13 parte II - L'assassino ti siede accanto e Venerdì 13 parte III - Weekend di terrore.

### Sceneggiatura
La sceneggiatura del film portava la firma di Victor Miller, che aveva già scritto per la televisione americana alcune soap opera, una su tutte Sentieri. Miller ammise di essersi divertito molto nel ritrarre un assassino che non era altri che una madre la cui unica motivazione, che la spingeva all'atto dell'omicidio, non era altro che quella dell'amore per suo figlio. "La signora Voorhees era la madre che ho sempre voluto avere - una madre che uccide per il suo bambino" scherzò. Miller non nascose il suo disappunto quando scoprì che nel seguito il personaggio della madre sarebbe stato sostituito con il figlio Jason, sfuggito alle acque del Crystal Lake, commentando: "Jason era morto dall'inizio. Lui era la vittima, non l'assassino".
L'idea dell'apparizione finale di Jason non fu di Miller, infatti, ma dell'esperto del trucco Tom Savini, che aveva già lavorato con George A. Romero. Savini affermò che per lui il finale di Venerdì 13 doveva avere lo stesso effetto scioccante di quello di Carrie, lo sguardo di Satana, in cui Sissy Spacek sbucava fuori dalla bara.

### Cast
Diversi attori erano alla prima esperienza attoriale, tranne Kevin Bacon, che l'anno precedente aveva preso parte ad Animal House.
Prima di Betsy Palmer, la parte di Pamela Voorhees venne proposta a Shelley Winters, Estelle Parsons, Louise Lasser e Dorothy Malone.
Prima di Adrienne King il ruolo di Alice venne proposto a Sally Field, ma scartata a causa del cachet troppo alto.
Nella parte di Bill vi è Harry Crosby, figlio del leggendario cantante Bing

### Riprese
Le riprese del film sono iniziate il 4 settembre 1979 e si sono concluse il 3 ottobre dello stesso anno, si sono svolte nei dintorni e nelle città di Blairstown e Hope, nel New Jersey. Le scene del campo vennero girate a Camp No-Be-Bo-Sco, un campo di Boy Scout.

## Colonna sonora
Quando Harry Manfredini iniziò a lavorare sulla colonna sonora, venne presa la decisione per cui la musica veniva eseguita solo quando il killer era veramente presente in modo da non "manipolare il pubblico". Manfredini sottolineò la mancanza di musica per alcune scene: "C'è una scena dove una delle ragazze [...] sta istituendo l'area del tiro con l'arco [...] uno dei ragazzi scocca una freccia al bersaglio e appena la manca. È uno spavento enorme, ma se noti, non c'è musica. Quella era una scelta".

## Distribuzione
L'uscita nelle sale cinematografiche statunitensi è avvenuta il 9 maggio 1980.

### Edizione home video
Il film è stato distribuito in home video dalla Warner Bros. nel 2009.

## Accoglienza

### Incassi
A fronte di un budget di 550 mila $, il film ha incassato 39,8 milioni $ negli USA e 20 milioni $ nel resto del mondo, per un totale di 59,8 milioni $. 

### Critica
Il film ha ricevuto recensioni miste da parte della critica. Sull'aggregatore di recensioni Rotten Tomatoes ha un indice di gradimento del 67% basato su 60 recensioni, con un voto medio di 5,5 su 10. Su Metacritic ottiene un punteggio di 22 su 100 basato su 11 recensioni.
Durante la 1ª edizione dei Razzie Awards, il film venne candidato nelle categorie per il Peggior film e Peggior attrice non protagonista.
Il film fu aspramente criticato dal celebre regista John Carpenter che lo definì "una macchina ruba soldi poco geniale" in un'intervista del 2016.